# Ricardo, 3.º Duque de Iorque
Ricardo Plantageneta (21 de setembro de 1411 – 30 de dezembro de 1460), duque de Iorque, conde de Cambridge e de March, foi o líder da casa de Iorque durante os primeiros anos da Guerra das Rosas. Era filho de Ricardo de Conisburgh, 3.º Conde de Cambridge, executado por traição em 1415, e de Ana Mortimer, herdeira do condado de March. Tornou-se duque de Iorque em 1426, como herdeiro do tio Eduardo de Norwich, 2.º Duque de Iorque, morto na batalha de Azincourt. Ricardo era descendente por via directa do rei Eduardo III de Inglaterra, por meio do avô Edmundo de Langley, e, portanto, um forte candidato à substituição do débil Henrique VI de Inglaterra. Para popularizar esta causa, Ricardo começou a utilizar o apelido Plantageneta, há muito em desuso na família real britânica.
A grande oportunidade de Ricardo surgiu em 1453, quando Henrique VI foi afectado por um colapso nervoso, talvez devido à derrota na Guerra dos Cem Anos ou aos rumores que davam o seu filho recém-nascido como ilegítimo. Qualquer que fosse o motivo, Henrique VI estava claramente incapaz de governar e Ricardo foi nomeado Lorde Protector e regente da coroa. 
No Natal de 1454, Henrique VI recuperou a condição mental e, em Fevereiro do ano seguinte, estava pronto para retomar a governação. Ricardo deixou de ser regente, o que obviamente lhe desagradou. Em breve, estava em revolta aberta contra o rei e, em Maio, travou-se a primeira batalha de Saint Albans, que resultou na vitória de Iorque e na derrota do duque de Somerset, do lado do rei. Este confronto é considerado como o início da Guerra das Rosas. A vitória em Saint Albans obrigou Henrique VI a aceitar Ricardo de novo na corte e a nomeá-lo não só regente de novo, mas seu sucessor, em prejuízo do seu filho, o Príncipe de Gales. Neste ponto, a rainha consorte Margarida de Anjou começa a manobrar em defesa da sua família. Iorque é novamente expulso da corte em Fevereiro de 1456 e, nos anos seguintes, travam-se algumas escaramuças entre as partes. Finalmente, a 20 de Novembro de 1459, o duque de Iorque é declarado traidor pelo Parlamento, assim como todos os seus apoiantes.
Com esta decisão legal, não havia outra opção possível que não lutar por todos os meios para usurpar a coroa de Henrique VI. Em Julho de 1460, Iorque vence a batalha de Northampton e captura o rei. Com Henrique VI nas suas mãos, o Parlamento é obrigado a mudar de opinião e, em Outubro, Iorque é perdoado e nomeado herdeiro da coroa de novo. A facção de Lancaster, controlada por Margarida de Anjou, recusou-se a aceitar este facto e continuou a luta. A 30 de dezembro de 1460, dá-se a batalha de Wakefield, na qual Iorque é derrotado e feito prisioneiro juntamente com o conde de Slisbury (pai de Richard Neville, Conde de Warwick). No dia seguinte, Iorque é decapitado a mando de Margarida, que ordena que sua cabeça seja exposta nas muralhas da cidade que lhe dava o nome.
Ricardo de Iorque falhou no seu objectivo de pôr fim à dinastia de Lencastre. Seu filho Eduardo iria continuar a luta e tornar-se rei no ano seguinte.

## Antepassados
Ricardo de Iorque nasceu a 22 de Setembro de 1411, filho de Ricardo, Conde de Cambridge (1385-1415) e da sua esposa, Ana de Mortimer (1388-1411). Os seus pais eram descendentes do rei Eduardo III de Inglaterra (1312-1377): o seu pai era filho de Edmundo, 1.º Duque de Iorque (fundador da Casa de Iorque), o quarto filho de Eduardo III a chegar à idade adulta, enquanto que a sua mãe, Ana de Mortimer, era bisneta de Leonel, Duque de Clarence, o segundo filho de Eduardo. Depois de o irmão de Ana, Edmundo, Conde de March, ter morrido sem descendência em 1425, a sua ascendência deu ao filho dela, Ricardo, da Casa de Iorque, uma pretensão ao trono de Inglaterra que era, indiscutivelmente, superior à da Casa de Lencastre que reinava por serem descendentes de João de Gante, o terceiro filho de Eduardo III.
Ricardo só tinha uma irmã, Isabel. A mãe de Ricardo, Ana de Mortimer, morreu durante ou pouco depois de o dar à luz e o seu pai, o Conde de Cambridge, foi decapitado em 1415 devido à sua participação no Golpe de Southampton contra o rei Henrique V da Casa de Lencastre. Alguns meses após a morte do seu pai, o tio de Ricardo, Eduardo, 2.º Duque de Iorque, que não tinha filhos, foi morto na Batalha de Agincourt em 1415 e, assim, Ricardo herdou o título e terras do tio, tornando-se no 3.º Duque de Iorque. Quando o seu tio materno, Edmundo de Mortimer, 5.º Conde de March, morreu em 1425, Ricardo também herdou o título menor, mas que trazia mais propriedades, da família Mortimer, assim como a sua pretensão ao trono.
Ricardo de Iorque já tinha uma pretensão forte ao trono de Inglaterra, por ser o herdeiro geral do rei Eduardo III, além de ser aparentado com esse mesmo rei através de uma linha de descendência masculina directa. Depois de herdar as vastas propriedades dos Mortimer, também se tornou no nobre mais rico e poderoso de Inglaterra, logo depois do próprio rei. Um livro de contabilidade mostra que o rendimento líquido dos Iorque apenas das suas terras fronteiriças e no País de Gales era de £ 3 430 (cerca de £ 350 000 nos dias de hoje) no ano de 1443–44.

## Infância e educação

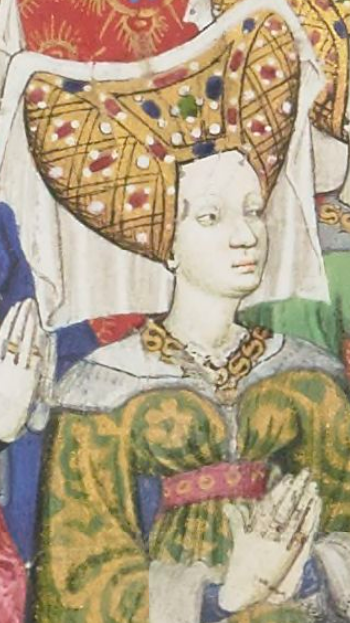
Cecília Neville, esposa de Ricardo.

Após a morte do Conde de Cambridge, Ricardo ficou sob custódia da coroa. Uma vez que era órfão, a sua propriedade era gerida por oficiais da corte. Apesar de o seu pai ter conspirado contra o rei e dos seus antepassados provocativos (algo que já tinha sido utilizado para unir inimigos da Casa de Lencastre no passado), Ricardo recebeu permissão para herdar as propriedades da família sem qualquer dificuldade legal. O seu número considerável de terras enquanto duque de Iorque significava que a sua custódia era um presente valioso da coroa e, em Dezembro de 1423, esta foi vendida a Raúl Neville, 1.º Conde de Westmorland.
Existem poucos registos dos primeiros anos de vida de Ricardo. Uma vez que estava sob custódia real, foi colocado ao cuidado de Sir Robert Waterton, da Casa de Lencastre, com quem ficou até 1423, passando despercebido do público. Depois, quando passou a estar sob a custódia do Conde de Westmorland, foi criado pela família Neville até atingir a maioridade. O conde tinha uma grande família com vinte-e-dois filhos e tinha muitas filhas que precisavam de casar. Recorrendo ao seu direito, arranjou o noivado de Ricardo, de 13 anos, com a sua filha Cecília Neville, de nove anos, em 1424. Este casamento, que se realizou em Outubro de 1429, fez com que Ricardo passasse a estar aparentado com a maioria da alta aristocracia inglesa, da qual muitos membros se tinham casado com a família Neville. Em Outubro de 1425, quando Raúl Neville morreu, atribuiu a custódia de Ricardo à sua viúva, Joana Beaufort. Nesta altura, a custódia ainda era mais valiosa, uma vez que Ricardo já tinha herdado as propriedades dos Mortimer após a morte do Conde de March.
Ao longo dos anos seguintes, Ricardo foi-se aproximando cada vez mais do círculo do jovem rei. A 19 de Maio de 1426, foi ordenado cavaleiro em Lencastre pelo Duque de Bedford, o irmão mais novo do rei Henrique V. Esteve presente na coroação do rei Henrique VI a 6 de Novembro de 1429 na Abadia de Westminster e, a 20 de Janeiro de 1430, agiu como Condestável de Inglaterra durante um duelo na presença do rei em Smithfield. Posteriormente, acompanhou o rei Henrique a França, estando presente na coroação como rei de França na Catedral de Notre Dame em 1431. Finalmente, a 12 de Maio de 1432, recebeu a sua herança e passou a ter controlo total das suas propriedades. A 22 de Abril de 1433, Ricardo entrou para a Ordem da Jarreteira.

## Guerra em França

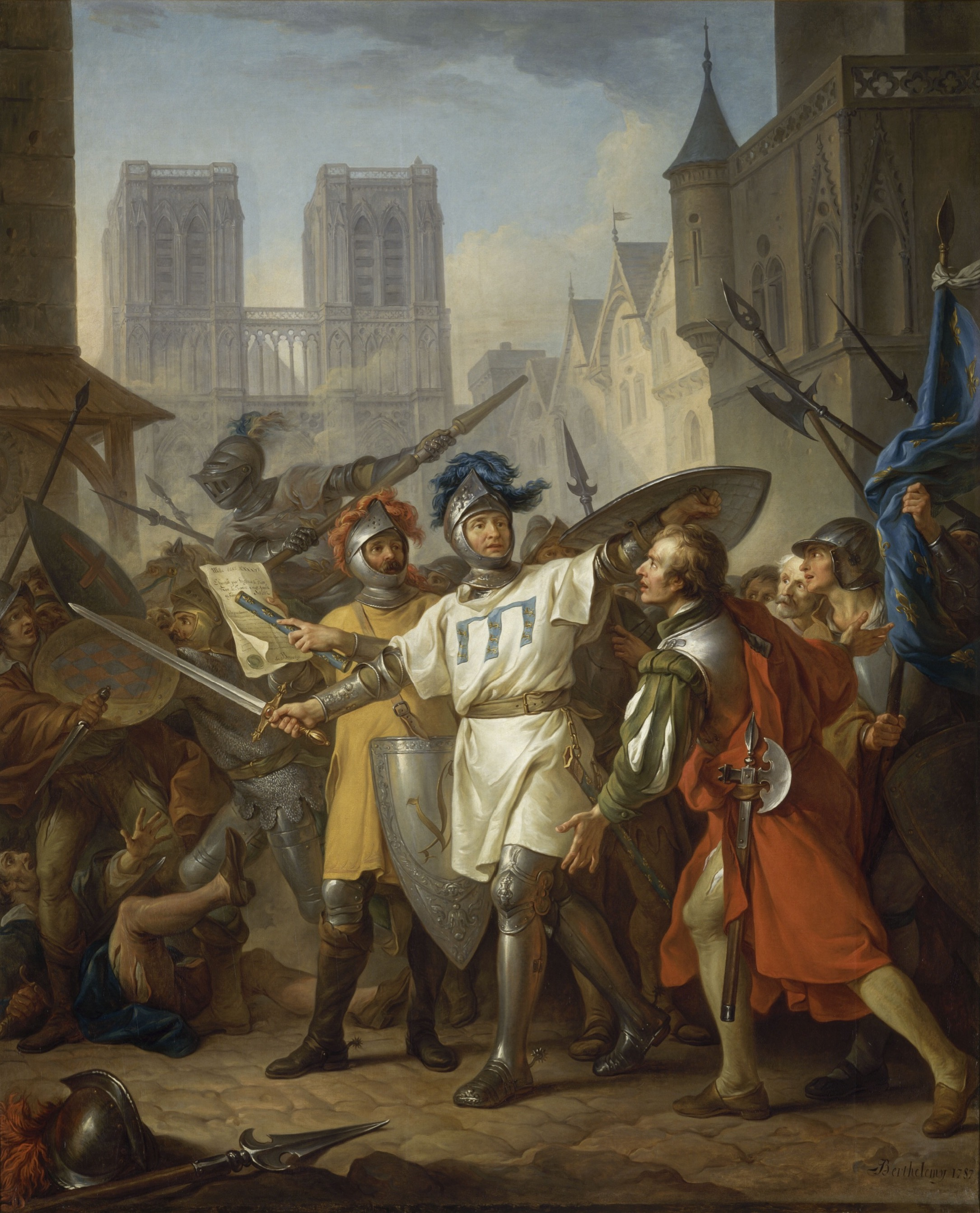
Entrada do exército francês em Paris, em 1436, ano em que Ricardo, duque de Iorque, desembarcou no pais durante a Guerra dos Cem Anos.

Quando Iorque atingiu a maioridade, estavam a decorrer eventos em França que o iriam ligar à Guerra dos Cem Anos que ainda se estava a combater. Na Primavera de 1434, Ricardo esteve presente numa reunião do conselho em Westminster que tentou a reconciliação dos tios do rei, os duques de Bedford e de Gloucester (os chefes da Regência), devido a desacordos relacionados com a conduta da guerra em França. Não era possível aguentar as conquistas de Henrique V em França para sempre, uma vez que a Inglaterra precisava de conquistar mais território para garantir a subordinação permanente em França ou conceder território para obter uma colónia negociada. Enquanto o rei Henrique VI foi menor de idade, o seu Conselho aproveitou a fraqueza francesa e a aliança com a Borgonha para aumentar os territórios de Inglaterra, mas, após o Tratado de Arras de 1435, a Borgonha deixou de reconhecer a pretensão do rei de Inglaterra ao trono de França.
Em Maio de 1436, alguns meses após a morte de Bedford, Ricardo foi nomeado para o suceder como comandante das forças inglesas em França. A sua nomeação foi uma das medidas temporárias tomadas após a morte de Bedford para tentar manter os territórios franceses até que o rei Henrique VI pudesse assumir a governação. A sua partida foi atrasada devido a desacordos relacionados com os termos da sua nomeação. Em vez de receber os mesmos poderes de que Bedford tinha usufruído enquanto "regente", Ricardo foi obrigado a aceitar o cargo menos relevante de "tenente-general e governador" que não lhe permitia nomear os oficiais financeiros e militares mais importantes.
Iorque desembarcou em Honfleur, França a 7 de Junho de 1436. Foi o primeiro comando militar do duque. A queda de Paris (para onde o duque se dirigia) fez com que o seu exército tivesse de mudar a rota para Ruão. A trabalhar em conjunto com os capitães de Bedford, Ricardo conseguiu obter algum sucesso, tendo recuperado muitas áreas perdidas na Normandia ao mesmo tempo que conseguiu estabelecer a ordem e a justiça no ducado. As campanhas foram conduzidas principalmente por Lord Talbot, um dos mais importantes capitães da época, mas Ricardo também influenciou a travagem e retirada dos avanços franceses, tendo recuperado Fécamp e várias vilas em Pays de Caux.
No entanto, não estava satisfeito com os termos da sua nomeação e teve de pagar grande parte do valor necessários para as suas tropas e outras despesas a partir do lucro das suas propriedades. Ricardo estava desejoso por sair de França assim que o seu mandato de doze meses terminasse, mas recebeu instruções para permanecer no país até à chegada do seu sucessor, o Conde de Warwick, e só regressou a Inglaterra em Novembro de 1437. Apesar de ser um dos nobres mais importantes do reino, Ricardo não foi incluído no Conselho de Henrique VI após o seu regresso.

## De volta a França

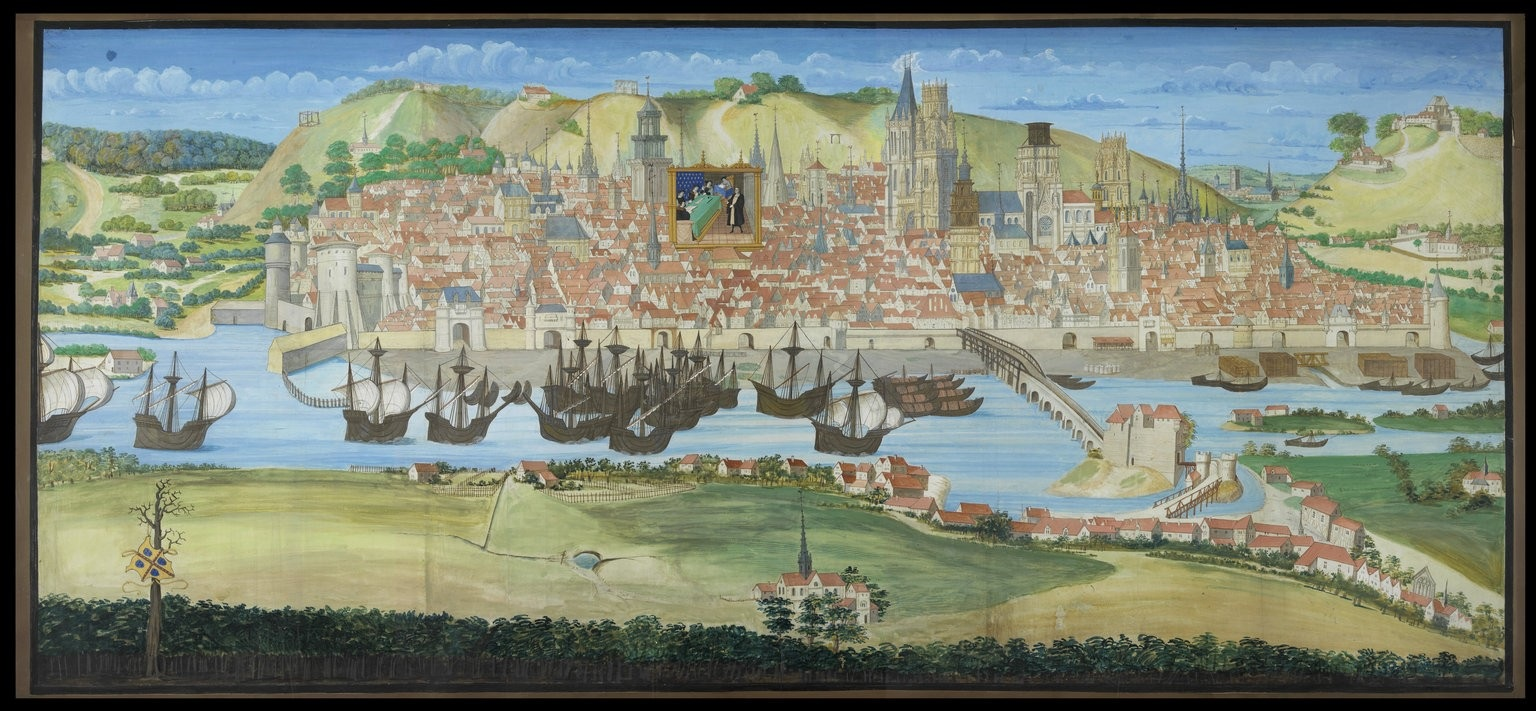
Ruão, a cidade onde Ricardo, duque de Iorque, passou grande parte do seu segundo mandato como Tenente de França e onde nasceram três dos seus filhos.

Henrique VI voltou a procurar a ajuda de Ricardo em 1440 quando as negociações de paz falharam. Foi nomeado tenente de França a 2 de Julho e, desta vez, com os mesmos poderes que o falecido Bedford possuía. Tal como em 1437, Ricardo contou com a lealdade dos apoiantes de Bedford, incluindo Sir John Fastolf, Sir William Oldhall, e Sir William ap Thomas. Foi-lhe prometido um rendimento anual de £20 000 para apoiar o seu cargo. A duquesa Cecília acompanhou-o até à Normandia e os seus filhos, Eduardo, Edmundo e Isabel nasceram todos em Ruão.
Iorque chegou a França em 1441 e avançou rapidamente até ao Sena, em direcção a Pontoise, que estava a ser cercada pelos franceses. Apesar de Ricardo não ter conseguido trazer os franceses para a batalha, em conjunto com Lord Talbot (naquele que seria o ponto alto da carreira militar de Ricardo), liderou uma campanha de grande sucesso que inclui várias passagens pelo rio nas regiões do Sena e do Oise, tendo quase conseguido chegar às muralhas de Paris. No final, todos os esforços de Ricardo foram em vão, uma vez que os franceses ocuparam Pontoise em Setembro de 1441. Foi a única campanha militar de Ricardo durante o seu segundo mandato como tenente.
Em 1442, Ricardo continuou a aguentar a linha na Normandia. Assinou um tratado com Isabel de Portugal, Duquesa de Borgonha, em Dijon, a 23 de Abril de 1442, que definiu um período indefinido de tréguas entre a Inglaterra e a Borgonha. O financiamento da guerra era um problema cada vez maior: apesar de receber o seu rendimento anual de £20 000 em 1441-42, Ricardo não voltou a receber nada de Inglaterra até Fevereiro de 1444.
No entanto, em 1443, Henrique VI encarregou o recém-criado Duque de Somerset, João Beaufort com um exército de 8 000 homens, cujo objectivo inicial era aliviar a Gasconha. Esta decisão fez com que Ricardo perdesse homens dos quais precisava numa altura em que estava a ter dificuldades em aguentar as fronteiras da Normandia. Além disso, os termos da nomeação de Somerset podem ter levado Ricardo a sentir que o seu cargo de regente da França dos Lencastre tinha sido reduzido simplesmente a governador da Normandia. A colónia inglesa na Normandia opôs-se veemente a esta medida, mas a delegação de Ricardo enviada para mostrar o seu desagrado não foi bem sucedida. A própria campanha de Somerset acabou por piorar ainda mais a situação: a sua conduta fez com que os duques da Bretanha e de Alençon se opusessem a Inglaterra, o que prejudicou as tentativas de Ricardo (realizadas entre 1442-43) de incluir a Inglaterra numa aliança com nobres franceses. O exército de Somerset não conseguiu conquistar nada e acabou por regressar à Normandia, onde Somerset morreu em 1444. Pode ter sido aqui que começou o ódio que os Iorque nutriam pelos Beaufort, um ressentimento que acabaria numa guerra civil.
A política inglesa voltou à negociação de um tratado de paz (ou, pelo menos, um período de tréguas) com a França, por isso, o tempo restante que Ricardo passou em França foi gasto em tarefas rotineiras de administração e assuntos internos. Ricardo conheceu Margarida de Anjou, a noiva de Henrique VI, a 18 de Março de 1455 em Pontoise.

## Papel político antes de 1450

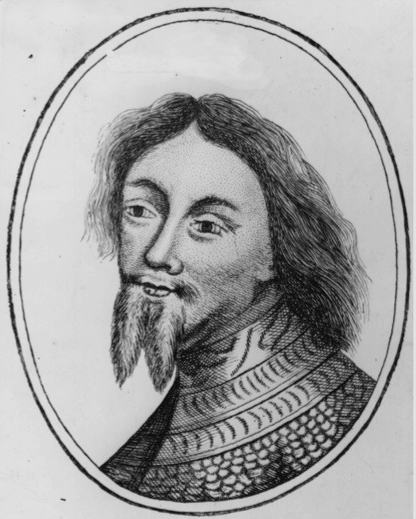
Ricardo, Duque de Iorque.

Parece aparente que Ricardo não participou activamente na política inglesa antes de regressar definitivamente a Inglaterra em 1445. O rei Henrique VI parecia hesitante em atribuir uma posição a Ricardo, que não foi convidado para o conselho real no final da sua regência em Novembro de 1437.
Ricardo regressou a Inglaterra a 20 de Outubro de 1445, no final do seu mandato de cinco anos em França. É provável que estivesse à espera que o seu mandato fosse renovado, no entanto, tinha-se associado aos ingleses na Normandia que se opunham à política do Conselho de Henrique VI relativamente à França. Alguns desses ingleses tinham-no acompanhado para Inglaterra, nomeadamente Sir William Oldhall e Sir Andrew Ogard). Eventualmente (a 24 de Dezembro de 1446), a posição de tenente foi entregue a Edmundo Beaufort, 2.º Duque de Somerset, que tinha sucedido ao seu irmão, João. Durante 1446 e 1447, Ricardo esteve presente em reuniões do Conselho de Henrique VI e do Parlamento, mas passava a grande maioria do seu tempo a na administração das suas propriedades na fronteira com o País de Gales.
É provável que a atitude de Ricardo perante a entrega do Conselho da província francesa de Maine em troca do aumento do período de tréguas e de uma noiva francesa para o rei tenha contribuído para a sua nomeação como Tenente da Irlanda a 30 de Julho de 1447. Em alguns aspectos, era uma nomeação lógica, uma vez que Ricardo também era Conde de Ulster e detinha vastas propriedades na Irlanda, mas era também uma forma conveniente de o retirar de Inglaterra e de França. O seu mandato era de dez anos, o que faria com que não fosse nomeado para altos cargos durante esse período.
Os assuntos internos fizeram com que ficasse em Inglaterra até Junho de 1449, mas quando partiu para a Irlanda, levou consigo a esposa Cecília (que estava grávida na altura) e um exército de cerca de 600 homens. Esta atitude sugere que estava à espera de permanecer no país durante algum tempo. No entanto, afirmando que não tinha dinheiro para defender os territórios ingleses, Ricardo decidiu voltar a Inglaterra. É possível que a sua situação financeira fosse realmente problemática, uma vez que, em meados da década de 1440, a coroa lhe devia £ 38 666 (o equivalente a £33,4 milhões nos dias de hoje) e os rendimentos das suas propriedades estavam a diminuir.

## Líder da oposição (1450-53)

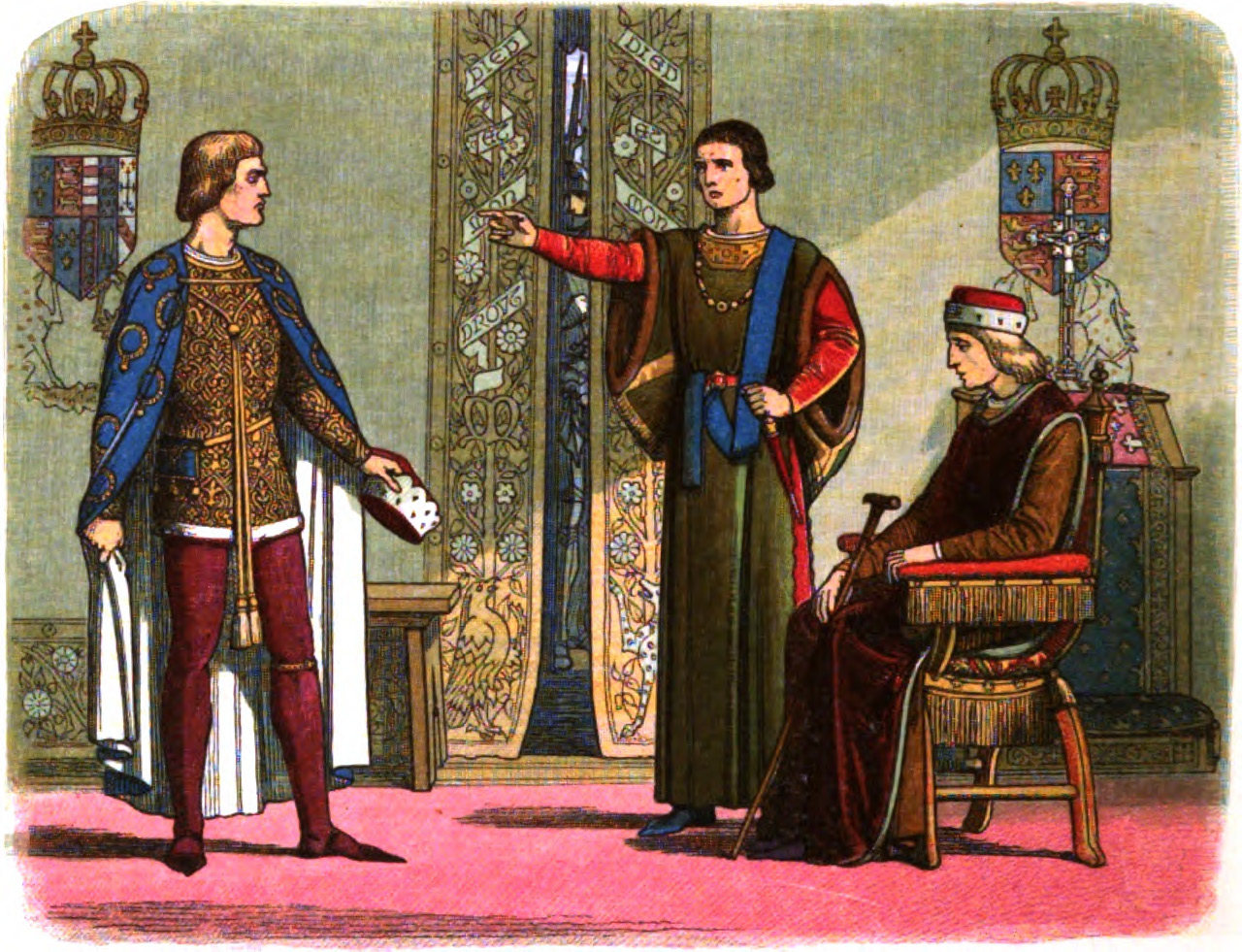
Ricardo, duque de Iorque (esqueda) numa discussão com o duque de Somerset (centro) perante o rei Henrique VI.

Em 1450, as derrotas e erros do governo real inglês cometidos na década anterior criaram uma instabilidade política grave. Em Janeiro, Adam Moleyns,  Lorde do Selo Privado e bispo de Chichester, foi linchado. Em Maio, o principal conselheiro do rei, Guilherme de la Pole, 1.º Duque de Suffolk, foi assassinado a caminho do seu exílio. A Câmara dos Comuns exigiu que o rei devolvesse muitos das concessões de terras e dinheiro que tinha feito aos seus favoritos.
Em Junho, Kent e Sussex revoltaram-se. Liderados por Jack Cade (sob o nome de Mortimer), tomaram Londres e mataram Tiago Fiennes, 1.º Barão Saye e Sele, o Lorde Tesoureiro de Inglaterra. Em Agosto, os franceses conquistaram as últimas vilas detidas pelos ingleses na Normandia e os refugiados voltaram em grande número para Inglaterra.
A 7 de Setembro, Ricardo atracou em Beaumaris, Anglesey. Depois de evitar uma tentativa da parte do rei Henrique de o interceptar e juntando seguidores pelo caminho, Ricardo chegou a Londres a 27 de Setembro. Após um encontro inconclusivo (e provavelmente violento) com o rei, Ricardo continuou a recrutar homens, tanto na Anglia Oriental como mais para ocidente. A violência em Londres era de tal ordem que Somerset, de regresso a Inglaterra após o colapso da Normandia, foi colocado na Torre de Londres para sua protecção.
A perfil público de Ricardo era de um reformador que exigia um governo melhor e a sanção dos "traidores" que tinham perdido o norte de França. Tendo em conta as suas acções posteriores, também é possível que tivesse outras motivações mais ocultas (a destruição de Somerset, libertado da Torre pouco depois). Os homens de Ricardo atacaram várias vezes as propriedades e os criados do duque de Somerset, que era o alvo dos ataques no parlamento.
Ricardo e o seu aliado, o duque de Norfolk, regressaram a Londres em Novembro com grandes exércitos ameaçadores. A multidão de Londres foi mobilizada para pressionar o parlamento. No entanto, apesar de lhe ter sido atribuído um novo cargo (Juíz da Floresta a sul de Trent), Ricardo continuava a não ter nenhum apoio além do parlamento e do seu séquito. Em Dezembro, o parlamento elegeu o camareiro de Ricardo, Sir William Oldhall como orador.
Em Abril de 1451, Somerset foi libertado da Torre e nomeado Capitão de Calais. Um dos conselheiros de Ricardo, Thomas Young, deputado de Bristol, foi enviado para a Torre quando propôs que Ricardo fosse reconhecido como herdeiro do trono e o parlamento foi dissolvido. Henrique VI foi pressionado a fazer reformas há muito atrasadas, que poderiam ajudar a restabelecer a ordem pública e melhorar as finanças reais. Frustrado pela sua falta de poder político, Ricardo retirou-se para Ludlow.
Em 1452, Ricardo voltou a tentar alcançar o poder, mas sem intenção de se tornar rei. Professando a sua lealdade, tinha como objectivo ser reconhecido como herdeiro de Henrique VI (o rei ainda não tinha descendentes após sete anos de casamento), ao mesmo tempo que continuava a tentar destruir o duque de Somerset. É provável que Henrique tivesse preferido ser sucedido por Somerset e não por Ricardo, uma vez que Somerset era um descendente dos Beaufort.
Juntando homens na marcha que partiu de Ludlow, Ricardo dirigiu-se para Londres onde encontrou os portões da cidade fechados por ordem de Henrique. Em Dartford, Kent, com um exército em desvantagem e apenas com o apoio de dois nobres (o conde de Devon e Lord Cobham), Ricardo foi forçado a chegar a acordo com Henrique. Foi-lhe permitido apresentar as suas queixas contra Somerset ao rei, mas depois foi levado para Londres onde ficou em prisão domiciliária durante duas semanas e foi forçado a prestar um juramento de fidelidade na Catedral de São Paulo.

## Protector do reino (1453-1455)

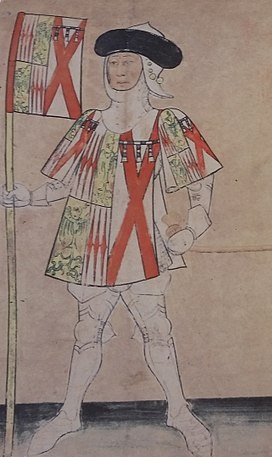
Ricardo Neville, 5.º Conde de Salisbury.

No Verão de 1453, parecia que Ricardo tinha perdido a sua luta pelo poder. Henrique embarcou numa série de visitas judiciais, castigando os arrendatários de Ricardo que tinham participado na revolta em Dartford. A rainha-consorte, Margarida de Anjou, estava grávida e, mesmo que sofresse um aborto, o casamento de Edmundo Tudor, 1.º Conde de Richmond (que tinha recebido o seu título recentemente) com Margarida Beaufort criou uma alternativa na linha de sucessão. Em Julho, Ricardo tinha perdido ambos os seus cargos de Tenente da Irlanda e Juíz da Floresta.
Depois, em Agosto de 1453, Henrique sofreu um colapso nervoso catastrófico, talvez provocado pela notícia da derrota na Batalha de Castillon, na Gasconha, que retirou as últimas forças inglesas de França. O rei ficou completamente inerte, não conseguia falar e tinha de ser orientado por alguém quando se deslocava. O conselho tentou continuar como se a doença do rei fosse temporária, mas, eventualmente, tiveram de admitir que algo tinha de ser feito. Em Outubro, foram enviados convites para um Grande Conselho e, apesar de Somerset ter tendo excluí-lo, Ricardo (o duque mais importante do reino) também foi convidado. Os medos de Somerset acabariam por ser justificados, uma vez que, em Novembro, foi enviado para a Torre.
A 22 de Março de 1454, o cardeal John Kemp, o chanceler, morreu, o que tornou a continuação do governo em nome do rei constitucionalmente impossível. Henrique não foi capaz de dar nenhuma sugestão de quem poderia substituir Kemp. Apesar da oposição de Margarida de Anjou, Ricardo foi nomeado Protector do Reino e Principal Conselheiro a 27 de Março de 1454. A decisão de Ricardo de nomear o seu cunhado, Ricardo Neville, 5.º Conde de Salisbury, como chanceler foi significativa. Durante um período em que o rei Henrique voltou a estar no activo, parecia querer diminuir a violência provocada pelas várias disputas entre as famílias nobres. Essas disputas acabaram gradualmente por se polarizar em torno da já antiga luta entre os Percy e os Neville. Infelizmente para Henrique, Somerset (e, por isso, o rei) identificou-se com a causa dos Percy. Essa decisão levou os Nevilles para os braços dos Iorque que, agora, pela primeira vez, decidiram apoiar uma facção da nobreza.

## Confronto e consequências 1455-56

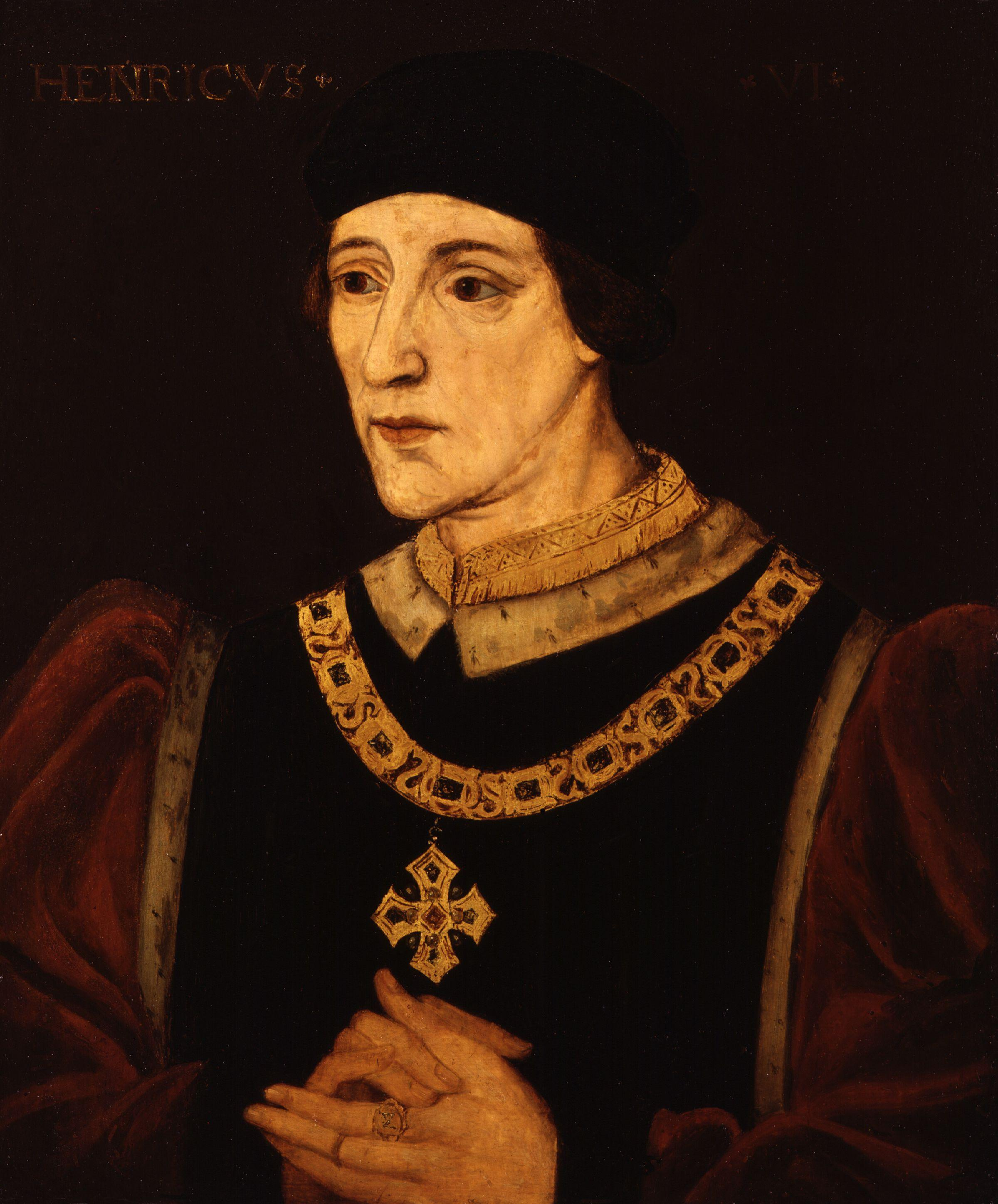
O rei Henrique VI.

Segundo o historiador Robin Storey: "Se a insanidade de Henrique foi uma tragédia, a sua recuperação foi um desastre nacional." Quando recuperou o bom-senso em Janeiro de 1455, dezassete meses depois de permanecer num estado catatónico, Henrique não perdeu tempo e reverteu todas as acções dos Iorque. Somerset foi libertado e voltou a estar nas boas graças da corte. Ricardo perdeu a Capitania de Calais (que foi novamente entregue a Somerset) e o cargo de Protector. Salisbury demitiu-se do cargo de Chanceler. Ricardo, Salisbury e o seu filho mais velho, Ricardo Neville, 16.º Conde de Warwick, foram ameaçados quando foi convocado um Grande Conselho a 21 de Maio em Leicester (longe dos inimigos de Somerset em Londres). Ricardo e os seus parentes Neville recrutaram soldados no norte e, provavelmente, por toda a região fronteiriça com o País de Gales. Quando Somerset se apercebeu do que estava a acontecer, não teve tempo de recrutar uma força maior para apoiar o rei.
Quando Ricardo levou o seu exército para o sul de Leicester, impedindo assim a passagem do Grande Conselho, a disputa entre ele e o rei relativamente a Somerset passou a ter de ser resolvida de forma violenta. A 22 de Maio, o rei e Somerset chegaram a St. Albans com um exército reunido à pressa e mal equipado composto por cerca de 2 000 homens. Ricardo, Warwick e Salisbury já lá estavam com um exército maior e melhor equipado. Mais importante ainda, pelo menos alguns dos seus soldados teriam experiência nos pequenos conflitos que ocorriam frequentemente na fronteira com o Reino da Escócia e com as rebeliões ocasionais dos galeses.
A Primeira Batalha de St. Albans que se seguiu não foi propriamente uma batalha. Terão morrido apenas 50 homens mas, entre eles, encontravam-se alguns dos líderes mais proeminentes do partido dos Lencastre, nomeadamente o próprio Somerset, Henrique Percy, 2.º Conde de Northumberland e Tomás Clifford, 8.º Barão de Clifford. Ricardo e os Nevilles conseguiram matar os seus inimigos enquanto que Ricardo capturou o rei, o que lhe permitiu recuperar o poder que tinha perdido em 1453. Era essencial manter Henrique vivo, uma vez que a sua morte teria levado ao reinado do seu filho de dois anos, Eduardo de Westminster, e não ao de Ricardo. Uma vez que a nobreza mostrava pouco apoio a Ricardo, ele não teria sido capaz de dominar um conselho de regência liderado por Margarida de Anjou.
Sob a custódia de Ricardo, o rei regressou a Londres entre ele e Salisbury com Warwick a levar a espada real na frente do cortejo. A 25 de Maio, Henrique recebeu a coroa de Ricardo numa demonstração de poder claramente simbólica. Ricardo autonomeou-se Condestável de Inglaterra e nomeou Warwick como Capitão de Calais. A posição de Ricardo melhorou ainda mais quando alguns nobres concordaram em juntar-se ao seu governo, incluindo o irmão de Salisbury, Guilherme Neville, Lorde Fauconberg, que serviu em França sob as ordens de Ricardo.
O rei foi prisioneiro de Ricardo durante o resto do verão entre o Castelo de Hertford e Londres (para ser entronizado no Parlamento em Julho). Quando o Parlamento se voltou a reunir em Novembro, o trono estava vazio e foi relatado que o rei estava novamente doente. Ricardo voltou a assumir o cargo de Protector, apesar de o ter deixado quando o rei recuperou em Fevereiro de 1456, parece que, por volta desta altura, Henrique estava disposto a aceitar que Ricardo e os seus apoiantes iriam ocupar a maioria dos cargos de governação do reino.
Salisbury e Warwick continuaram a servir como conselheiros e Warwick foi confirmado como Capitão de Calais. Em Junho, o próprio Ricardo foi enviado para norte para defender a fronteira contra uma invasão do rei Jaime II da Escócia. No entanto, o rei voltou a ser controlado por uma figura dominante, desta vez mais difícil de substituir do que Suffolk ou Somerset: durante o resto do reinado, seria a rainha, Margarida de Anjou, que iria controlar o rei.

## Paz instável (1456-59)

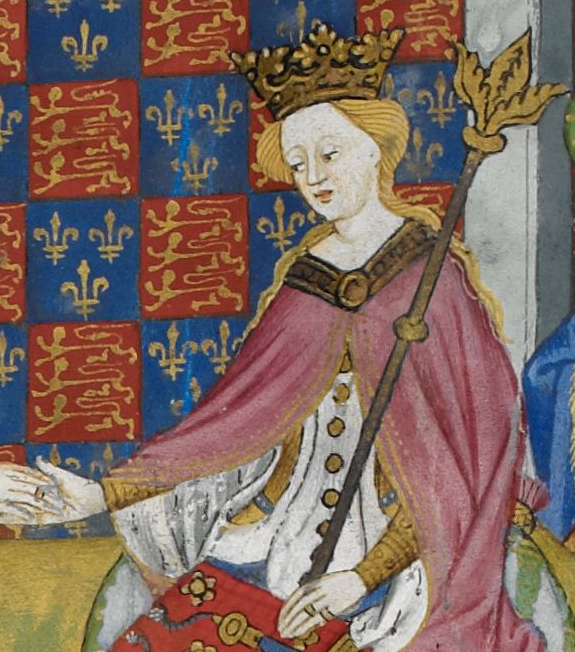
Margarida de Anjou, esposa do rei Henrique VI.

Apesar de Margarida de Anjou ocupar o lugar que tinha pertencido a Suffolk e Somerset, a sua posição, pelo menos inicialmente, não era tão dominante. A posição de Ricardo como Tenente da Irlanda foi renovada e continuou a participar nas reuniões do Conselho. No entanto, em Agosto de 1456, a corte mudou-se para Coventry, no centro das terras da rainha. A forma como Ricardo seria tratado a partir desse momento dependia das opiniões da rainha. Ricardo continuava a ser visto com suspeita em três aspectos: ameaçava a sucessão do jovem príncipe de Gales, estaria a negociar o casamento do seu filho mais velho, Eduardo, com a família real da Borgonha e apoiava os Nevilles, que eram uma das principais fontes de contestação do reino devido à disputa entre as famílias Percy e Neville.
Neste aspecto, os Nevilles foram perdendo a sua posição. Salisbury deixou de participar gradualmente nas reuniões do conselho. Quando o seu irmão Roberto Neville, Bispo de Durham, morreu em 1457, o novo nomeado para a sua posição foi Laurence Booth, que pertencia ao circulo de pessoas leais à rainha. Os Percy também eram mais favorecidos na corte e na sua luta por poder na fronteira com a Escócia.
As tentativas por parte do rei Henrique para reconciliar as facções divididas devido às mortes em St. Albans atingiu o ponto alto com o chamado "Dia do Amor" a 25 de Março de 1458. No entanto, os nobres envolvidos já tinham transformado Londres num campo armado e as demonstrações públicas de amizade não parecem ter durado além da cerimónia.

## Guerra civil, 1459
Em Junho de 1459, foi convocado um Grande Conselho em Conventry. Ricardo, os Nevilles e mais alguns nobres recusaram-se a aparecer, temendo que as forças armadas que tinham sido ordenadas a reunir-se no mês anterior seriam convocadas para os prender. Em vez disso, Ricardo e Salisbury recrutaram soldados nas suas fortalezas e encontraram-se com Warwick, que tinha consigo tropas de Calais, em Worcester. O parlamento foi convocado para se reunir em Conventry em novembro sem Ricardo nem os Nevilles, o que poderia significar que estes estavam acusados de traição.
Ricardo e os seus apoiantes reuniram os seus exércitos, mas, inicialmente, os soldados estavam dispersos por todo o país. Salisbury conseguiu combater uma emboscada dos Lencastre na Batalha de Blore Heath em 23 de setembro de 1459, enquanto que o seu filho, Warwick, escapou a outro exército comandado pelo duque de Somerset e, depois, ambos uniram forças com Ricardo. Em 11 de outubro, Ricardo tentou avançar para sul, mas foi forçado a seguir para Ludlow. No dia seguinte, durante a Batalha de Ludford Bridge, Ricardo foi novamente obrigado a enfrentar Henrique, tal como já tinha acontecido em Dartford, sete anos antes. As tropas de Warwik de Calais recusaram-se a combater e os rebeldes fugiram (Ricardo foi para a Irlanda, Warwick, Salisbury e o filho de Ricardo, Eduardo, para Calais). A esposa de Ricardo, Cecília, e os seus dois filhos mais novos (Jorge e Ricardo) foram capturados no Castelo de Ludlow e ficaram presos em Conventry.

## Roda da sorte, 1459-60

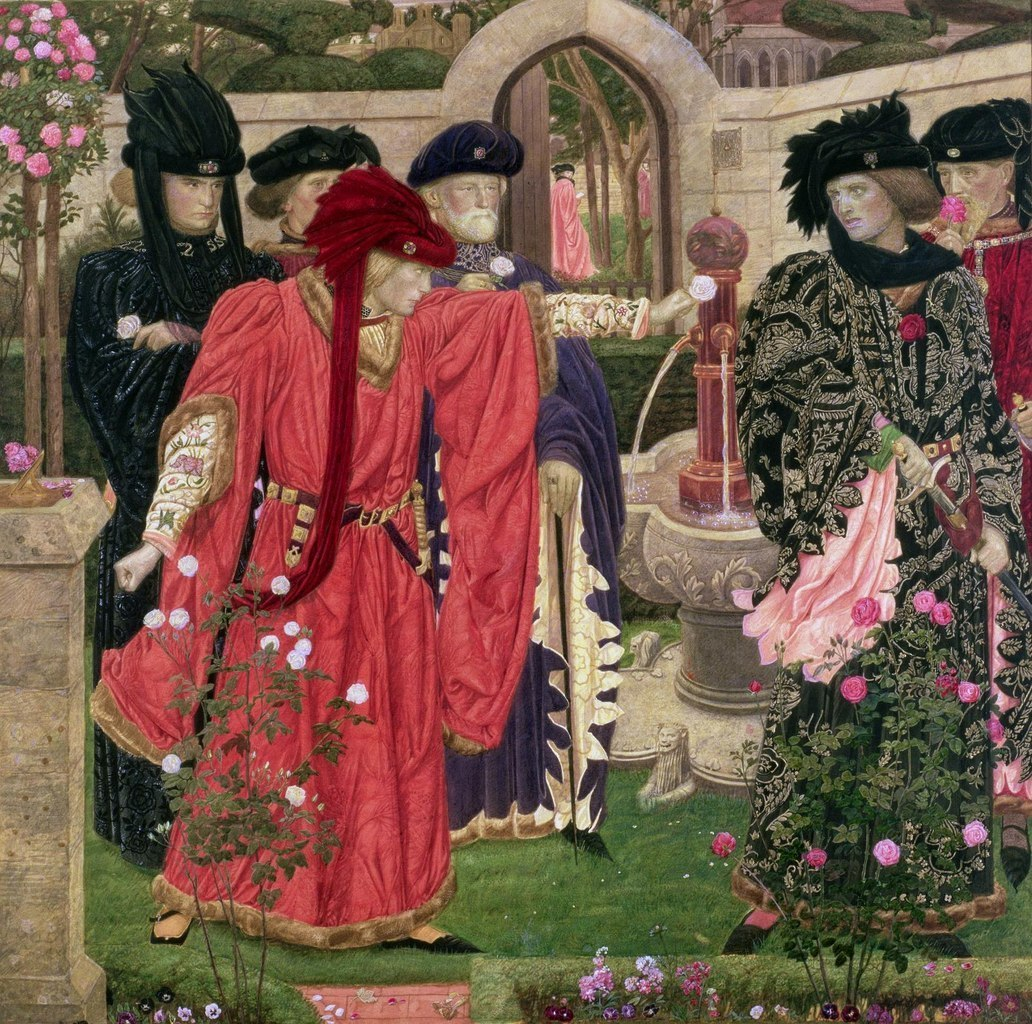
Pintura preliminar de um mural do Corredor Este do Palácio de Westminster oferecido ao Conde Beauchamp. A pintura representa a versão de William Shakespeare da divisão dos nobres nas facções de Ioque e Lencastre, que deu origem à Guerra das Rosas no século XV. Ricardo Plantageneta, 3.º Duque de Iorque e os seus seguidores escolhem a rosa branca e o Duque de Somerset e o seu único acompanhante escolhem a vermelha.

A fuga de Ricardo acabou por beneficiá-lo. Continuava a ser Tenente da Irlanda e as tentativas para o substituir falharam. O Parlamento da Irlanda apoiava-o e ofereceu-lhe apoio militar e financeiro. O regresso de Warwick a Calais também acabou por ser benéfico. Uma vez que controlava o Canal Inglês, conseguiu espalhar propaganda a favor dos Iorque, destacando a sua lealdade ao rei e culpando os seus conselheiros malvados, que chegou até ao sul de Inglaterra. Os apoiantes dos Iorque dominavam de tal forma a frente naval que Warwick conseguiu navegar até à Irlanda em março de 1460, encontrar-se com Ricardo e regressar a Calais em Maio. O controlo de Calais por parte de Warwik também foi influente junto dos mercadores de lã de Londres.
Em dezembro de 1459, Ricardo, Warwick e Salisbury foram condenados por "attainder", um crime capital que, na lei inglesa, significava "mancha" ou "corrupção do sangue" e que podia ser comparado a traição. Foram condenados à morte, as suas terras foram entregues ao rei e os seus herdeiros perderam o direito às suas heranças. Era o castigo mais extremo que um membro da nobreza podia sofrer e, agora, Henrique encontrava-se na mesma situação que Henrique de Bolingbroke (o rei Henrique IV) em 1398. A única forma de restaurar a sua posição seria uma invasão a Inglaterra. Se a invasão fosse bem-sucedida, Ricardo tinha três opções: tornar-se novamente Protector e deserdar o filho do rei para que os Iorque pudessem subir ao trono, ou reclamar a coroa para si.
No 26 de junho de 1460, Warwick e Salisbury atracaram em Sandwich. Os homens de Kent juntaram-se a eles. Londres abriu os seus portões aos Nevilles a 2 de Julho. Marcharam para as Midlands e, em 10 de julho, derrotaram o exército real na Batalha de Northampton (algo que foi visto como traição pelas tropas do rei) e capturaram Henrique, que levaram de volta a Londres.
Ricardo permaneceu na Irlanda. Só regressou a Inglaterra a 9 de Setembro e, quando o fez, começou a agir como rei. A marchar sob o brasão do seu trisavô materno, Leonel da Antuérpia, 1.º Duque de Clarence, mostrou a bandeira e brasão de armas de Inglaterra à medida que se aproximava de Londres.
Um parlamento convocado para 7 de Outubro, rejeitou toda a legislação do parlamento de Conventry do ano anterior. A 10 de Outubro, Ricardo chegou a Londres e fixou residência no palácio real. Entrou no Parlamento com a espada erguida à sua frente, dirigiu-se para o trono vazio e colocou a sua mão no mesmo, como se pretendesse ocupá-lo. É possível que tivesse esperado que os seus pares reunidos o aclamassem como rei, tal como tinham aclamado Henrique de Bolingbroke em 1399. No entanto, reinou o silêncio. Tomás Bourchier, o Arcebispo da Cantuária, perguntou-lhe se ele desejava ver o rei. Ricardo respondeu: "Não conheço qualquer pessoa neste reino que não me deva vassalagem e nenhuma a quem deva ser eu a prestar tal vassalagem.". Esta resposta preponderante não impressionou os Lordes.
No dia seguinte, Ricardo apresentou a sua pretensão ao trono por direito hereditário da forma correcta. No entanto, o pouco apoio que tinha entre os seus pares fez com que fosse novamente rejeitada. Após semanas de negociações, a melhor solução alcançada foi o Acto de Acordo, segundo o qual Ricardo e os seus herdeiros reconheciam os sucessores de Henrique. No entanto, em Outubro de 1460, o Parlamento atribuiu a Ricardo poderes executivos extraordinários para proteger o reino e nomeou-o Lorde Protetor de Inglaterra. Também recebeu as terras e os rendimentos do Príncipe de Gales, mas não lhe foi atribuído esse título nem os de Conde de Chester ou Duque da Cornualha. Com o rei efectivamente sob custódia, Ricardo e Warwick tornaram-se governantes de facto do país.

## Campanha final e morte

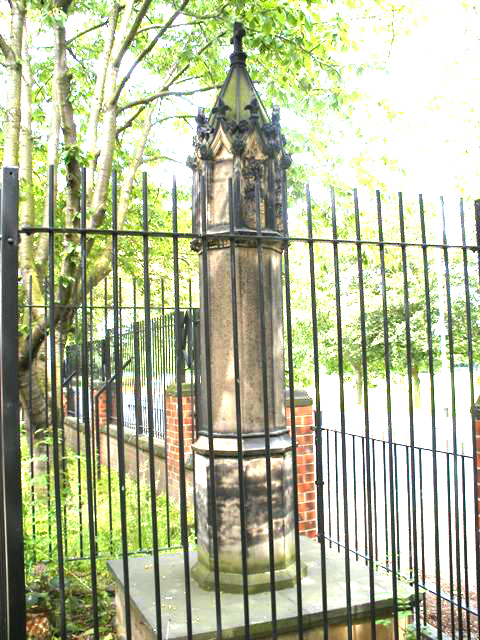
Memorial a Ricardo, 3.º Duque de Iorque em Wakefield, norte de Inglaterra.

Enquanto tudo isto se desenrolava, as facções leais aos Lencastre estavam a juntar-se e a armar-se no norte de Inglaterra. Confrontados com a ameaça de ataque dos Percys e com Margarida de Anjou a tentar obter o apoio do novo rei da Escócia, Jaime III, Ricardo, Salisbury, e o segundo filho de Ricardo, Edmundo, Conde de Rutland, partiram para norte a 2 de Dezembro. Chegaram à fortaleza Iorque no Castelo de Sandal a 21 de Dezembro e encontraram uma situação má a piorar. As forças leais a Henrique controlavam a cidade de Iorque e, lá perto, o Castelo de Pontefract também estava em mãos inimigas. Os exércitos dos Lencastre eram comandados por alguns dos inimigos mais implacáveis de Ricardo, tais como Henrique Beaufort, 3.º Duque de Somerset, Henrique Percey, 3.º Conde de Northumberland, João Clifford, 9.º Barão de Clifford, cujos pais tinham sido mortos na Batalha de Saint Albans, e incluíam vários senhores do norte que invejavam a riqueza e influência de Ricardo e Salisbury no norte.
A 30 de Dezembro, Ricardo e as suas forças partiram do Castelo de Sandal. Os motivos que os levaram a fazê-lo não são claros. Muitos afirmam que foram vítimas de um engano por parte das forças de Lencastre ou da traição dos Lordes do norte que Ricardo acreditou, de forma errada, serem seus aliados, ou uma simples imprudência da parte de Ricardo. A força dominante dos Lencastre destruiu o exército de Ricardo na Batalha de Wakefield que se seguiu. Ricardo foi morto durante a batalha. Há várias versões relativamente à forma como tal aconteceu. É possível que tenha caído do cavalo, sido ferido, perdido a vida num combate até à morte, ou capturado, sendo-lhe colocada uma coroa de galhos e depois decapitado. Edmundo de Rutland foi interceptado quando tentava fugir e, posteriormente, executado, provavelmente por Clifford em vingança pela morte do seu pai na Primeira Batalha de Saint Albans. Salisbury escapou, mas foi capturado e executado na noite seguinte.
Ricardo foi sepultado em Pontefract, mas a sua cabeça decapitada foi colocada num espeto pelos exércitos vitoriosos dos Lencastre e exibida em Micklegate Bar, em Iorque, com uma coroa de papel. Os seus restos mortais foram transferidos mais tarde para a Igreja de Saint Mary and All Saints, em Fotheringhay.

## Legado
Algumas semanas após a morte de Ricardo, o seu filho mais velho foi aclamado rei Eduardo IV de Inglaterra e, finalmente, colocou a Casa de Iorque no trono após uma vitória decisiva contra as forças Lencastre na Batalha de Towton. Após um reinado que passou por alguns tumultos, Eduardo morreu em 1483 e foi sucedido por Eduardo V, o seu filho de 12 anos, que, 86 dias depois, foi sucedido pelo seu tio, Ricardo III, o irmão mais novo de Eduardo.
Alguns dos netos de Ricardo de Iorque incluem Eduardo V e Isabel de Iorque. Isabel casou-se com Henrique VII, fundador da dinastia Tudor, e tornou-se mãe de Henrique VIII, Margarida Tudor e Maria Tudor. Todos os monarcas ingleses descendem da linha de Henrique VII e Isabel e, por isso, do próprio Ricardo.
No teatro, Ricardo aparece nas três peças dedicadas a Henrique VI de William Shakespeare.
Ricardo de Iorque é referido numa mnemónica popular: "Richard of York Gave Battle in Vain" [Ricardo de Iorque Combateu em Vão] que serve para decorar as cores do arco-íris de cor: Vermelho [Red], Laranja [Orange], Amarelo [Yellow], Verde [Green], Azul [Blue], Índigo [Indigo], Violeta [Violet], ou ROYGBIV.

## Descendência
1. Ana de Iorque (10 de Agosto de 1439 –14 de Janeiro de 1476), casou-se primeiro com Henrique Holland, 3.º Duque de Exeter e, em segundas núpcias, com Thomas St. Leger de quem teve uma filha.
2. Henrique de Iorque (10 de Fevereiro de 1441, morreu jovem)
3. Eduardo IV de Iorque, duque de Iorque, Rei de Inglaterra (28 de Abril de 1442 – 9 de Abril de 1483), casado com Isabel Woodville; com descendência, incluindo o rei Eduardo V e a princesa Isabel de Iorque.
4. Edmundo de Iorque, conde de Rutland (17 de Maio de 1443 – 30 de Dezembro de 1460),  morreu aos 17 anos na Batalha de Wakefield.
5. Isabel de Iorque (22 de Abril de 1444 – Janeiro de 1503), casou-se com João de la Pole, duque de Suffolk; com descendência.
6. Margarida de Iorque (3 de Maio de 1446 – 23 de Novembro de 1503), casou-se com Carlos I da Borgonha; sem descendência.
7. Guilherme de Iorque (n. 7 de Julho de 1447, morreu jovem)
8. João de Iorque (n.7 de Novembro de 1448, morreu jovem)
9. Jorge de Iorque, Duque de Clarence (21 de Outubro de 1449 – 18 de Fevereiro de 1478), casou-se com Isabel Neville, filha do conde de Warwick; com descendência.
10. Tomás de Iorque (1451)
11. Ricardo de Iorque, Duque de Gloucester (2 de Outubro de 1452 – 22 de Agosto de 1485), depois Ricardo III de Inglaterra, casado com Ana Neville; com descendência.
12. Úrsula de Iorque (n. 22 de Julho de 1455, morreu jovem)

## Genealogia
| Ricardo, 3.º Duque de Iorque | Pai: Ricardo de Conisburgh, 3.º Conde de Cambridge | Avô paterno: Edmundo de Langley, 1.º Duque de Iorque | Bisavô paterno: Eduardo III de Inglaterra                   |
| Ricardo, 3.º Duque de Iorque | Pai: Ricardo de Conisburgh, 3.º Conde de Cambridge | Avô paterno: Edmundo de Langley, 1.º Duque de Iorque | Bisavó paterna: Filipa de Hainault                          |
| Ricardo, 3.º Duque de Iorque | Pai: Ricardo de Conisburgh, 3.º Conde de Cambridge | Avó paterna: Isabel de Castela, Duquesa de Iorque    | Bisavô paterno: Pedro I de Castela                          |
| Ricardo, 3.º Duque de Iorque | Pai: Ricardo de Conisburgh, 3.º Conde de Cambridge | Avó paterna: Isabel de Castela, Duquesa de Iorque    | Bisavó paterna: Maria de Padilla                            |
| Ricardo, 3.º Duque de Iorque | Mãe: Ana de de Mortimer                            | Avô materno: Rogério de Mortimer, 4.º Conde de March | Bisavô materno: Edmundo de Mortimer, 3.º Conde de March     |
| Ricardo, 3.º Duque de Iorque | Mãe: Ana de de Mortimer                            | Avô materno: Rogério de Mortimer, 4.º Conde de March | Bisavó materna: Filipa Plantageneta, 5.ª Condessa de Ulster |
| Ricardo, 3.º Duque de Iorque | Mãe: Ana de de Mortimer                            | Avó materna: Leonor Holland, Condessa de March       | Bisavô materno: Tomás Holland, 2.º Conde de Kent            |
| Ricardo, 3.º Duque de Iorque | Mãe: Ana de de Mortimer                            | Avó materna: Leonor Holland, Condessa de March       | Bisavó materna: Alice Holland, Condessa de Kent             |